# پیتزو دی کادریگ
پیتزو دی کادریگ (به لاتین: Pizzo di Cadrèigh) یک کوه در سوئیس است که در کانتون تیچینو واقع شده‌است. پیتزو دی کادریگ ۲٬۵۱۶ متر بالاتر از سطح دریا واقع شده‌است.